# Rostovo (prijevoj)
Rostovo (Ravno Rostovo) je planinski prijevoj u Bosni i Hercegovini.
Nalazi se na nadmorskoj visini od 1160 metara. Preko prijevoja vodi magistralna cesta M-16.4 između Bugojna i Novog Travnika. Promet se tijekom zimskih mjeseci često odvija otežano.
U blizini se nalazi sportsko rekreacijski centar Rostovo otvoren 1984. za potrebe Zimskih olimpijskih igara u Sarajevu. Renoviran je 2004. godine, a uz centar se nalazi i Etno selo Babići s tradicionalnim bosanskim kućama.